# John O’Hagan
John O’Hagan (* 19. März 1822 in Newry (Nordirland); † 10. November 1890 in der Nähe von Dublin) war ein irischer Jurist und hochrangiger Richter an englischen Gerichten, der sich außerdem als Schriftsteller betätigte.

## Leben und Wirken
O’Hagan wurde 1822 im irischen Newry geboren. Er besuchte eine Jesuitenschule und das Trinity College in Dublin, wo er 1842 in Rechtswissenschaft graduierte. 1842 wurde er in der Provinz Munster zum Richter berufen, 1861 Commissioner of Education  und im Jahre 1865 Kronanwalt. 1865 heiratete er Frances, die Tochter des ersten Lords O’Hagan. Nachdem William Ewart Gladstone seinen Irish Land Act durchgebracht hatte, wurde O’Hagan erster Richter der Irish Land Commission und Richter am Obersten Gerichtshof von England und Wales. John O’Hagan starb 1890 in der Nähe von Dublin.
Er war ein Verfechter der katholischen Hochschulausbildung und schrieb 1847 einen Artikel in der Dublin Review, der von der irischen Catholic Truth Society unter dem Titel Trinity College No Place for Catholics nachdruckt wurde. O’Hagan war mit John Kells Ingram, einem irischen Volkswirt, Dichter und  Patrioten, befreundet.

## Werke
- Dear Land (Gedicht)
- La Chanson de Roland (Übersetzung)
- Ourselves Alone (Gedicht)
- The Children's Ballad Rosary